# 日本教職員組合
日本教職員組合（にほんきょうしょくいんくみあい、略称：日教組 （にっきょうそ）、英語：Japan Teachers' Union、略称：JTU）は、日本の公立小学校・中学校・高等学校の教員・学校職員による労働組合の連合体である。教職員組合としては日本最大であり、日本労働組合総連合会（連合）、公務公共サービス労働組合協議会（公務労協）、教育インターナショナル（EI）に加盟している。
立憲民主党および社会民主党（旧日本社会党）の支持団体の一つであり、両党に地方議会・国会に組織内議員を輩出してきた。文部科学省が毎年10月1日に実施している教職員団体への加入状況調査や、厚生労働省が毎年6月30日に実施している労働組合基礎調査などから、日教組の加入者数が緩やかな減少傾向にあることが明らかになっている。1977年以降から小中高教職員を占める割合（組織率）は下落の一途であり、2016年秋時点23.6％、2024年10月時点で過去最低の18.8％である。
NGOであるEducation International（EI）に加盟している（EIには米国の全米教職員組合など世界のほとんどの教職員組合がメンバーである）。

## 概説
日教組は、国立・公立・私立の幼稚園、小学校、中学校、高等学校、特別支援学校、大学、高等専門学校、専修学校、各種学校などの教職員で構成する組合と、教育関連団体スタッフによる組合を単位組織とする連合体組織であり、教職員の待遇改善、地位の向上、教職員定数の改善をはじめとする教育条件の整備などを主な目的として活動している利益団体である。現状では小学校、中学校、高等学校の教職員が組合員の大半を占めている。現存する日本の教職員組合の中で最も歴史が古く、規模も結成以来一貫して日本最大の教職員組合である。
2007年の教育基本法改定、教員免許更新制導入に反対する運動など、教育課題に直接関係する活動のほか、政治的な活動も行っており、入学式や卒業式で国旗掲揚及び国歌斉唱を求める文部科学省の指導に対しては、様々な教職員に対する処分の実態などを背景にして「強制」であるとして批判的な立場をとる。
日教組の政治活動が大きな問題となった例としては、日教組系の山梨県教職員組合による政治献金問題や、教職員組合の政治活動問題などがある（詳細は下記の『教職員組合の政治活動への批判』などを参照）。
55年体制下では、他の総評系官公労と同じく、社会党を支持する有力労働組合の一つであったが、かつては日本共産党支持の教職員らも日教組に属し、共産党支持グループからなる反主流派が約3分の1の勢力を持っていた。しかし、1987年に総評が日本労働組合総連合会発足のために全日本労働総同盟と合流したため、共産党支持グループの大多数が1991年に日教組から離脱して、全日本教職員組合を発足させ、日教組内の反主流派はごく一部を残すのみとなった。日教組内の約半数弱を占めていた共産党系教職員らが離脱したことで、1991年に日教組の組織率は50%弱から2割一気に減って30%台となった。

### 現状
かつて、日教組の組織の形態は法人格のない社団であり、そのことに起因する活動範囲、権利能力及び財産管理など（団体名義による契約締結及び口座開設並びに登記などができないこと）の問題を改善するために法人格取得への動きがあったが、難航していた。2021年時点では、法人格がある。
かつては日本の学校教育に大きな影響力を持ち、文部省（現在の文部科学省）が教育行政によるトップダウン方式で均質かつ地域格差のない教育を指向するのに対し、現場の教員がボトムアップ方式で築く柔軟で人間的な教育を唱え、激しく対立した。その後、1994年（平成6年）に日本社会党委員長の村山富市を首班とする村山内閣（自社さ連立政権）が誕生した。そして、1995年（平成7年）、日本教職員組合は、文部省（当時）との協調路線（歴史的和解）へと方針転換を表明した。
組織内候補として日本民主教育政治連盟（日政連）に所属する議員を推薦して、国会に送り込んでおり、連合に所属する産別の中では、政治的影響力は大きいとされる。国会議員では衆議院議員に横光克彦・川内博史・本多平直・道下大樹、参議院議員には水岡俊一・那谷屋正義・斎藤嘉隆・鉢呂吉雄がいる。
2022年現在では立憲民主党支持が中心であるが、岩手県、大分県など社会民主党を軸に支持するところや、広島県のように新社会党を支援するところもある（大分県の例については大分県教職員組合を参照）。

### 組織
本部組織
- 大会
- 中央委員会
- 中央執行委員会
  - 総務局（総務、財務）
  - 組織局（組織、国際、広報）
  - 高等学校・大学局
  - 教育文化局（教育政策・文化・研究）
  - 生活局（生活、賃金、法制）
  - 専門部・対策委員会
    - 幼稚園部
    - 現業職員部
    - 障害児教員部
    - 養護教員部
    - 実習教員部
    - 事務職員部
    - 栄養職員部
    - 青年部
    - 女性部
    - 書記対策委員会
    - 臨時採用教職員等対策委員会
    - 学校図書館対策委員会

地方組織
- 都道府県の単位組合（詳しくは#加盟組合を参照）
  - 地域ごとの単位組合
    - 学校ごとの単位組合

独立機関・所属機関
- 国民教育文化総合研究所（教育総研）：シンクタンク
- 国立大学・公的機関交流センター（UIPセンター）
- 日本国公立大学高専教職員組合（日大教）
- 日本私立学校教職員組合（日私教）

### 組織率
公立小・中・高等学校における組織率及び組合員数は、文部省及び文部科学省発表による。単組数は直接的な下部組織のみ。
- 1958年（昭和33年）：86.3%（調査開始時）
- 2003年（平成15年）：30.4%、76単組、組合員数約31万8,000～33万人
- 2004年（平成16年）：29.9%、76単組、組合員数約31～32万2,000人
- 2006年（平成18年）：28.8%、76単組、組合員数約29万6,000人
- 2007年（平成19年）：28.3%、76単組、組合員数約29万人
- 2017年（平成29年）：22.9%、（調査なし）、組合員数約23.5万人[14]

都道府県で組織率に格差があり、山梨県、静岡県、愛知県、新潟県、福井県、三重県、兵庫県、大分県、北海道、大阪東部などで比較的高い組織率を保つ一方、栃木県、岐阜県、愛媛県など、ほぼゼロのところ、和歌山県のように、和歌山市に200～300人がほぼ集中しているところ、京都府のように、100人前後を組織するにとどまっているところもある。
新規採用教職員に限った場合、加入率は約16.8%（2024年10月現在）である。
また、厚生労働省による「労働組合基礎調査」によれば、私立学校教員や大学教員、教員以外の学校職員を含んだ組織人員は約23万6,000人（2017年6月30日現在）である。

### 組合歌
- 日本教職員組合歌 作詞:今井広史、作曲:佐々木すぐる

正式な組合歌は「日本教職員組合歌」であるが、現在、集会などでよく歌われているものは、日教組が公募して「君が代」に代わる国歌として1951年に選ばれた「緑の山河」である。

## 歴史
第二次世界大戦後に日本を占領下に置いた連合国軍最高司令官総司令部（SCAP）は、学校教育の改革政策として「民主化の一環」として1945年12月に教員組合の結成を指令した。既に11月には京都や徳島で教職員組合が結成されていた。
同年12月1日には全日本教員組合（全教。翌年より「全日本教員組合協議会」）が、また翌年、教員組合全国同盟（教全連）が結成された。これら2つの組織に大学専門学校教職員組合協議会を加えて、組織を一本化する機運が生まれ、1947年（昭和22年）6月8日に奈良県高市郡（現在の橿原市）橿原神宮外苑で日本教職員組合の結成大会が開かれた。大会では、日教組の地位確立と教育の民主化、民主主義教育の推進を目指すと定めた3つの綱領を採択し、6・3制（小学校6年間・中学校3年間）完全実施・教育復興に向けての取り組みを開始するとした。

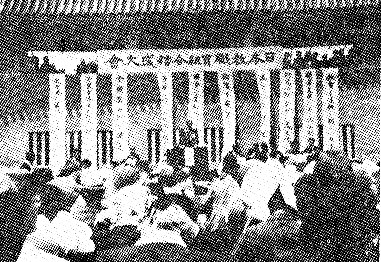
日教組結成大会　橿原神宮

1950年6月に北朝鮮が韓国に突如侵攻したことで朝鮮戦争が勃発し、連合国軍最高司令官のマッカーサーは警察予備隊（後の保安隊、現在の陸海空自衛隊）の創設を指令、再軍備に道を開き、日本を「反共の砦」と位置づけた。また日本政府も連合国軍による占領終了に伴う主権回復（1952年4月28日：日本国との平和条約発効）を前にして、「日の丸」「君が代」「道徳教育」の導入など、左翼陣営から戦前への「逆コース」といわれる教育政策を志向し始めた。戦後教育見直しや再軍備への動きの中で、日教組は、1951年1月に開いた中央委員会でスローガン「教え子を再び戦場に送るな、青年よ再び銃を取るな」（＝非武装中立）を採択し文部省（現・文部科学省）の方針に対立する運動を開始した。また、1951年11月10日、栃木県日光市で第1回全国教育研究大会（教育研究全国集会＝全国教研の前身）を開き、毎年1回の教育研究集会を開催、現在に至っている。
その後も、「教師の倫理綱領」を定めて新しい教員の姿を模索する一方、文部大臣（現在の文部科学大臣）と団体交渉を行ってきた。
「教育の国家統制」や「能力主義教育政策」に反対する立場を取り、1950年代から60年代にかけて、以下のような運動を行った。
- 1950年（昭和25年）以降、「教育の国家統制」に反対する立場から国旗掲揚と国歌斉唱の強制に対して反対している（なお、この様な方針を掲げる教職員組合は世界では日本のみである）。
- 1956年（昭和31年） - 教育委員会が住民による公選制から首長による任命制に移行することへの反対。5月18日に一斉早退ストライキが行われた[17]。
- 1957年（昭和32年）・1958年（昭和33年） - 教員の勤務評定を実施することへの反対。この運動方針をめぐり組合の路線対立が起き、1958年6月6日より開かれた第17回大会（上ノ山）は新役員選出が頓挫して6月11日に一時休会。7月27日、東京で大会を再開、新書記長に、現場側と教育委員会の協議による「神奈川方式」の導入を目指す宮之原貞光を選出した[18][19]。一方、組合員の教員による「休暇闘争」が行われ、10月28日より群馬・高知で10割休暇、12月4日より高知で10割休暇が行われた[19]。12月5日には、当時の委員長・小林武が闘争反対の父兄に暴行され重傷を負っている[20]。
- 1961年（昭和36年） - 日本の全国統一学力テスト実施への反対
- 1965年（昭和40年） - 「歴史教科書問題」をめぐる裁判（家永教科書裁判）の支援

国政においては、日教組の政治組織である日本民主教育政治連盟は、1956年の総選挙で日本社会党などから推薦候補20人（うち、日教組組織内候補13人）を当選させ、1956年の参院選では10人を当選させた。
1970年代に入ると、日教組への右翼団体の妨害がエスカレートした。1971年7月22日から佐賀県嬉野町立体育館で行われた第39回定期大会の例では、会場周辺を700人の機動隊が警戒に当たっていたにもかかわらず、右翼側は前日から会場の天井裏に潜伏。大会の開会宣言に合わせて天井から消火剤をまき散らし、19人が逮捕される事件も起きた。また、1973年大会の会場として確保した群馬県民会館からは、事前に周辺自治会から大会開催に賛同を得ること、会館や住民などへ被害が出た際には日教組が補償することなどの条件が附された。次第に会場の確保は困難となり、利用を拒否される出来事も起きた（後述）。
1974年の春闘では、本部委員長をはじめ21人が逮捕され、12都道府県13組合999か所が捜索を受けた。この事件を前後して教師のストライキ実施方法で日教組内で対立をもたらした。また、1980年代の労働戦線統一の論議で社会党系と共産党系が対立し、1989年11月には共産党支持グループが離脱して全日本教職員組合協議会（1991年以降全日本教職員組合、略称：全教）が結成された。こうして日教組を構成していた一部の組合員や単位労働組合（単組）が脱退した（詳しくは、#全日本教職員組合を参照）。
1994年（平成6年）には、日本社会党の路線変更に伴い、それまで社会党を支持していた日本教職員組合も方針を変更し、文部省（現在の文部科学省）と協調路線をとることに決定し、文部省と和解した。2002年度（平成14年度）から翌年度にかけて施行された文部省告示の学習指導要領では、日本教職員組合がこれまでに取り組んできた「自主的なカリキュラムの編成」運動における「総合学習」の考え方に近いとも考えられる「総合的な学習の時間」が新設された。
時代の変化とともに対立から協調へと変化しており、特に20世紀末から21世紀始めにかけては、日本教職員組合と文部科学省との長期の対立に終止符が打たれたのではないかという捉え方もされている。

### 全日本高等学校教職員組合
日教組は組合員の多くが小学校や中学校の教職員であることから、小・中学校重視の活動を続けてきた。これに不満を持っていた高等学校組合員も多く、文部省の打ち出した高校教員優遇政策に乗り、多くの高等学校の組合が日教組を離脱した。これは当時の高等学校教職員組合のほぼ半数に当たる。1950年（昭和25年）4月8日に全日本高等学校教職員組合（略称は全高教、現在の日本高等学校教職員組合（日高教））を組織した。

### 全日本教職員組合
1980年代後半、日本教職員組合が日本労働組合総連合会（連合）への加盟の是非をめぐり、三つどもえの対立（いずれも日教組内の三分の一の勢力を持っていた）が激化した。
1. 加盟に賛成していた主流右派
2. 加盟に消極的な主流左派
3. 強硬に反対していた反主流派

その過程で東京都教組の査問問題や日教組四百日抗争など、組織上の混乱が発生した。そして主流左派の妥協により、連合加盟が確実となった1989年（平成元年）9月の定期大会を反主流派のほとんどが欠席したことで分裂は決定的なものになり、反主流派の大半は日本教職員組合から脱退して全日本教職員組合協議会を結成、全労連に加盟した。1991年（平成3年）3月6日、協議会・全教は同じく全労連加盟組合だった日高教一橋派と組織統合し、新組織全日本教職員組合（全教）を結成した。
日本教職員組合から離脱した単位労働組合は、青森県・埼玉県・東京都・岐阜県・京都府・奈良県・和歌山県・島根県・山口県・香川県・愛媛県・高知県の教職員組合の12組合であるが，逆に一部の教職員がその単位労組を脱退分裂し日教組に再加盟している。大阪府・兵庫県の教職員組合は組合が分裂した。これらの都府県以外を対象区域としている組合では、各道県の教職員組合から一部の教職員が離脱したこととされている。
日教組は、反主流派の離脱を「日本共産党の分裂策動」として強く非難した。脱退した単組があった都府県のうち、義務教育の教職員を組織する組合についてはすべての都府県、高等学校の教職員を組織する組合にあっては約半数の府県で、日教組中央の方針を支持する教職員による新しい組合の「旗揚げ」を支援した。

### 全国大学高専教職員組合
大学教職員組合は、「大学部」という形で日教組に加盟してきたが、大学教組の側では独立した単位組合として認めるよう要求し、日教組中央と対立してきた。
反主流派が全教を結成して日教組を離脱するのと相前後して、大学部も日教組大会をボイコット、新たに全国大学高専教職員組合（全大教）を結成し、日教組から事実上独立した。国公労連（日本国家公務員労働組合連合会）にオブザーバー加盟。日教組は1990年（平成2年）から翌年にかけて各大学教職員組合の脱退を相次いで承認した。あわせて日教組は日教組方針を支持する大学教職員を組織して日本国公立大学高専教職員組合（日大教）を新たに発足させた。しかし日大教は一部の附属学校の組織拡大にとどまり事実上その活動は停止した。現在は日教組と全大教は、給与問題での日教組、日高教と全大教との共同行動が行われたり大会で挨拶をするなど、一定の共闘関係を築くようになっている。

### その他の教職員組合
連合結成に伴う教組運動の分岐は全教や全大教の結成にとどまらなかった。教員で組織する全国学校労働者組合連絡会（全学労組）や、事務職員で組織する全国学校事務労働組合連絡会議（全学労連）などの独立系労組の結成がその一例である。なお、これらの組合に参加する単組の中には、東京都学校ユニオンや、大阪教育合同労組（全学労組加盟）、学校事務職員労組神奈川（全学労連加盟）など、全労協に加盟する組合も存在する。

## 日教組の関係した活動に関する論議
日教組の活動をめぐっては、教育および教育行政のあり方を巡って、しばしば議論の対象となってきた。

### 君が代不斉唱 不起立問題
1996年（平成8年）頃から教育現場において、当時の文部省の通達により日章旗（日の丸）の掲揚と、「君が代」の斉唱の指導が強化された。日教組などの反対派は憲法が保障する思想・良心の自由に反するとして、「日の丸」の掲揚、「君が代」の斉唱は行わないと主張した。1999年（平成11年）には広島県立世羅高等学校で卒業式当日に校長が自殺し、「日の丸」掲揚や「君が代」斉唱を求める文部省通達の実施を迫る教育委員会とそれに反対する教職員との板挟みになっていたことが原因ではないかと言われた。これを一つの契機として「国旗及び国歌に関する法律」が成立した。国会での法案審議の際、政府は「この法を根拠に国旗掲揚・国歌斉唱の強制はしない」と答弁しているが、文部科学省は同法を根拠に教育現場を「指導」しており、国旗掲揚・国歌斉唱を推進する側との対立は続いている。
日教組傘下では、一部の単組で国旗掲揚・国歌斉唱の強制に反対する運動が存在しており、こうした活動を保守派ジャーナリズムがしばしば取り上げるほか、個人の立場で国旗・国歌問題で反対運動に加わる教員について、「日教組の活動」として語られることがある。一方、多くの地域では、日教組加盟組織がそれらの課題に取り組もうとせず、事実上黙認状態であることに対して、反対を貫けと主張する陣営から強い批判を受けている。
ただし日教組傘下でも、中央本部の左傾化に批判的で、教職員の互助組合色が強く政治活動に距離を置いている秋田県・福井県の教職員組合は、むしろ国旗掲揚・国歌斉唱に協力的だった。

### 教育基本法改定反対運動
2006年（平成18年）、安倍内閣は、「国を愛する心」や「日本の伝統尊重」を盛り込んだ教育基本法改正案を国会に提出した。日教組はこの法案に強く反対し、国会に教育基本法調査会を設けて慎重審議を求める署名運動を展開、200万筆を集めた。また、労働組合・市民団体と共に「教育基本法改悪ストップ!全国集会」とデモを繰り返し開催し、国会前での座り込みなどを行った。また、一部の組合員は、国会前での「ヒューマン・チェーン（人間の鎖）」その他の集会に参加した。この集会には全国の多数の組合員が参加したが、授業のある平日に行われていたため批判もあった。この点について日教組は、「集会に参加した組合員は年休を取り、他の教員に補講等を頼んでいる」と説明した。

### ゆとり教育の推進
- 日教組は、「ゆとり教育」の提唱者であるとされている[30][31][32]。
- 1972年、日教組が「学校5日制」「ゆとりある教育」を提起[30]。
- 2007年、安倍内閣でゆとり教育の見直しが着手されはじめたが、日教組は、「ゆとり教育を推進すべき」という考えを変えていない[33]。

### 教職員組合の政治活動への批判
北海道教職員組合の政治献金問題をきっかけに、自民党などから教職員組合の政治活動に関する批判がなされた。これに対し、2010年3月に行われた日教組の臨時大会において、中村譲委員長は「教職員組合の政治活動が許されないとの議論はまったく誤り」として、日教組の政治活動は正当だと強調した。また、教員の政治活動に罰則規定を設けるべきだという意見についても、「教育に政治的中立性が求められるのは当然だが、罰則規定を設けるのは、（世界人権宣言などの）国際的な常識などを無視した時代錯誤の考え」と批判した。

### 教研集会全体集会の中止
- 2008年2月2日から3日間の日程で開催された第57次教育研究全国集会（全国教研）において、初日の午前中に開催予定だった開会式を兼ねた全体集会が、中止された。1951年にこの集会が開かれるようになってから、初めての出来事であった。これは、会場として予約していたグランドプリンスホテル新高輪が使用を拒否したためである。会場の予約は2007年3月に行われたが、ホテル側が右翼団体による妨害活動を理由として同年11月に解約を通告した[注 3]。
- 日教組側は右翼団体の妨害活動が行われることは事前に知らせていたとして提訴し、裁判所は東京地方裁判所、東京高等裁判所のいずれも解約の無効と、使用させる義務があることを確認する仮処分を決定した。しかし、この仮処分にホテル側は従わなかった[35]。
- 主要紙は相次いで社説を発表し[36]、言論・集会の自由に関わる問題としてホテル側を厳しく批判したほか、日弁連会長も2月8日、談話を発表し、ホテルの対応を批判した[37]。連合は2月1日付けでホテル側の対応を遺憾とする事務局長談話を発表した[38]ほか、2月15日にはプリンスホテル系列の施設を利用しないよう呼びかけることを決めた。
- 2月18日の衆議院予算委員会における民主党・山井和則委員の質問に対して鳩山邦夫法務大臣が「ご指摘のあった案件、というような個別の案件については法務大臣としてコメントすることは差し控えたいと思っております。あくまで一般論、あくまで一般論として申し上げればいかなる紛争であれ裁判所が公正な審議を経た上で出した裁判、それを無視してあえてこれに反する行動を取られる当事者がもしいらっしゃるとすれば、法治国家にあるまじき事態であると私は考えております」と述べ、舛添要一厚生労働大臣は同ホテルが集会参加者の約190室分の予約を取り消したことについて「旅館業法に違反している[注 4]疑いが濃厚だ」と述べた。
- 2月21日、港区は旅館業法違反の疑いでホテル側から事情聴取を行った。
- 2月26日、ホテルの経営陣らが「考えを説明したい」と初めて記者会見に臨んだ。この会見でプリンスホテルの親会社である西武ホールディングスの後藤社長は「憲法は集会の自由を保障しているが、個人の尊重もうたっている。集会当日と前日には周辺の学校で7000人が受験に臨んでおり、街宣車が押し寄せたら取り返しのつかぬ事態になった」と述べ、集会が招く混乱については「予約を受けた時点で調べておくべきだった。反省している」と述べた。また港区からの事情聴取についてホテル側は「集会と宿泊は一体となっており、共に解約した」と説明した。
- 4月15日、港区はプリンスホテルの「宿泊拒否」が旅館業法違反にあたるとして口頭による厳重注意を行った。
- 一連の騒動について、日教組はホテル側に損害賠償として2億9000万円を請求した。2009年7月控訴審で日教組はホテル側から1億2500万円の慰謝料を受け取る判決が得られた。

## 日教組系の単組の関係した活動に関する論議
日教組系の単組の活動をめぐっても、しばしば議論の対象となってきた。

### ストライキの実施
日教組は教育行政に関する文部省や教育委員会の決定の多くに反対してきたが、その手段としてストライキを用いることがあった。近年では、1998年（平成10年）7月10日の東京都教育委員会による管理運営規則改正に反対した都高等学校教職員組合（都高教）と都公立学校教職員組合（東京教組）による時限ストや、2001年（平成13年）3月21日の北海道教職員組合（北教組）による、1971年（昭和46年）に北海道教育委員会と北教組が結んだ労使協定（46協定）の一部削除に反対する時限ストや、2008年（平成20年）1月30日の北教組による、査定昇給制度導入に反対する時限ストなどがあった。
地方公務員である教職員は、地方公務員法第37条により、いかなる争議行為も禁止されている。しかし、教職員の争議行為を一律に禁止すること自体が、日本国憲法第28条に違反するとする反論もある。

### 福岡県の事例

#### 校長着任拒否闘争
福岡県高等学校教職員組合（高教組）は、日教組全国一斉ストライキを巡り、県教育委員会と激しく対立し、1968年（昭和43年）県教委が任命する学校長の着任を拒否する校長着任拒否闘争をおこし、50名が懲戒免職などの処分となった。

### 山梨県の事例

#### 輿石東と山教組の関係について
山梨県教職員組合（略称：山教組）は、民主党の輿石東参院幹事長（当時）の2004年夏に行われた第20回参議院議員通常選挙に向けて、校長、教頭を含む小中学校教職員らから組織的に選挙資金を集めたとして、産経新聞に報道された。
産経新聞は、この資金集めが山教組の9つの地域支部や傘下の校長組合、教頭組合を通じ、「カンパ」や「選挙闘争資金」の名目で、山教組の指令により、半強制的に実施されていると報じた。同紙には複数の教員による「資金は輿石東への政治献金として裏口座でプールされた」という証言が掲載された。教員組合による選挙資金集めは、教員の政治活動などを禁じた教育公務員特例法に違反する疑いもあるほか、献金には領収書も発行されておらず、政治資金規正法（不記載、虚偽記載）に抵触する可能性も指摘された。山梨県教育委員会は、山教組委員長や校長ら19人を処分したが、文部科学省は再調査を求めた。
また国会でもこの問題が取りあげられ、「法令が禁じた学校での政治活動だ」との追及がなされた。その後、山教組幹部ら2人が政治資金規正法違反で罰金30万円の略式命令を受け、山梨県教育委員会も24人に対し、停職などの懲戒処分を行った。山教組幹部らは「教育基本法改正を前に狙い撃ちされた」と批判したが、こうした山教組の姿勢には批判の声もあがった。また、全国で日教組の組織率が低下している中、山教組は2020年時点で97.5%という極めて高い組織率を維持している

#### 山教組が呼びかけた募金について
産経新聞の報道によると、2009年5月に開催された、山梨県教職員組合（山教組）の定期大会で「子どもの学び保障救援カンパ」が採択され、主にあしなが育英会奨学金への寄付を名目として約1億7000万円が集まったが、実際にあしなが育英会に寄付された金額はそのうちの7000万円のみであった。残りの1億円については日教組が加盟する日本労働組合総連合会（連合）に寄付され、その後連合から日教組に助成金として3750万円が交付されたとされる。。
この報道に対し連合と日教組側は、寄付金の使途は就学支援に限定し、募金の趣旨に沿っているので問題ないとしている（寄付金の連合経由での使用は募金の要項でももとから明記されている）
。

### 北海道の事例

#### 北海道滝川市でのいじめ調査に対する妨害
2005年、滝川市立の小学校にて、小学6年生の女子児童がいじめを苦にして自殺した。（滝川市小6いじめ自殺事件）
この事件について、北海道教育委員会が2006年12月にいじめの実態の調査を実施しようとしたが、北海道教職員組合（北教組）の執行部は、同組合の21ヶ所の支部に対して調査に協力しないよう指示していたことが報道され、いじめの隠蔽であると批判された。校長は減給、教頭と当時の担任教諭は訓告となった。
法務省札幌法務局も事件について調査した結果、この事件を人権侵害事件であると認定した。

#### 北海道教職員組合の政治資金規正法違反事件
2010年2月15日、北海道教職員組合が民主党の小林千代美衆議院議員に対し第45回衆議院議員総選挙の選挙対策費用として1600万円を渡したことに関し札幌地検は政治資金規正法違反容疑で札幌地検が札幌市中央区の北教組本部や小林千代美の選挙対策委員長を務めた北海道教職員組合委員長代理の自宅マンションなど数ヶ所を家宅捜索し、翌3月1日に北海道教職員組合の委員長代理、同書記長、及び会計委員の3人と小林陣営の会計責任者を同法違反の疑いで逮捕した。3月22日に委員長代理と小林陣営の会計責任者、団体としての北教組を起訴した。書記長と会計委員は起訴猶予処分とした。6月、委員長代理に禁固4月と執行猶予3年、会計責任者に禁固6月と執行猶予3年、団体としての北教組は求刑通り罰金50万円とする判決が確定した。同月17日、小林は責任を取り議員辞職した。
なお、同事件に対し北教組は札幌地検に対し「不当な組織弾圧」とした資料を配付しただけで事件への説明は無く、「外部からの問い合わせには一切答えないように」と道内支部に対しかん口令を敷いた。

### 広島県の事例
日教組は、前述の通り、教育現場での国旗掲揚・国歌斉唱の文部科学省の指導に対して強制だとして強硬に反対してきた。
1999年（平成11年）には広島県立世羅高等学校で卒業式当日に校長が自殺した。「日の丸」掲揚・「君が代」斉唱を求める文部省通達の実施を迫る教育委員会とそれに反対する教職員との板挟みになっていたことが原因ではないかといわれた。
同じ広島県で、2003年（平成15年）3月には、小学校の校長が自殺する事件があった。この校長は広島県尾道市の小学校に勤務し、同県が進めていた民間登用制により着任した元銀行員であった。
自殺の原因としては職場環境の違いによるストレスや就労時間の多さなどが考えられたが、現場教員による「突き上げ」が原因であるとする主張も、県内保守派を中心としてあった。さらに、広島県は、文部科学省が行った「是正指導」までは広島県教職員組合（広教組）と広島県高等学校教職員組合（広高教組）と部落解放同盟とを中心に、「解放教育運動」の盛んな地域であった。それは文部科学省の「国旗・国歌強制政策」への反対運動にも結びついていた。この運動について、これに反発する保守派は「教育現場では校長に対する『突き上げ』となっており、それはいじめにも等しい」と主張した。
広島県では1970年（昭和45年）から現在まで12人以上の校長・教育関係者が自殺しており、これらの一部は「解放教育運動の影響は少なからず存在する」とする発言もあった（宮沢喜一の国会発言など）。なお、同事件が発生した後、ネット上の一部で広教組が「殺人集団」と誹謗されたり、広教組本部が入っているビルの玄関に銃が撃ち込まれる事件が起きたりもした。

### 東京都の事例

#### 「病休指南」ととられかねない記事の掲載
産経新聞の記事によると、東京都公立学校教職員組合の機関紙「WEEKLY 東京教組」の2009年12月8日付の紙面に「かしこく病休をとる方法」との見出しがつけられた記事が掲載された。記事内容は、勤勉手当など手当の休日数による減額割合や、昇給に影響しない休日日数など、組合員が不利にならない最低限度の減額で最大日数の効率的な病休の取り方等、「病休指南」ととらえられかねないものであった。東京都教育委員会は「教員の病休が深刻な問題となっている状況で、不必要な病休を増長しかねない」として訂正記事の掲載を求めた。東京教組側は記事の意図について、「組合員に病休制度を理解させることにあり、病休を勧めるものではない」とした上で、「真意と異なる見出しを付けたことを反省している」と釈明した。

## 批判

### 中山成彬の発言に関する論争
2008年9月には、国土交通大臣に就任直後の中山成彬（第5・6代の文部科学大臣）が、「（贈収賄事件のあった）大分県の教育委員会のていたらくなんて日教組ですよ」「日教組の子供なんて成績が悪くても先生になる」「（日教組が強いから）大分県の学力は低い」「日教組は日本のガン」「解体しなければいけない」などの批判を行った。日教組や野党だけでなくマスコミや、与党からも批判され、国土交通大臣を辞任する結果となった。中山は他の発言に関しては訂正や謝罪をしたが、日教組批判については「事実」であり、撤回するつもりはないと語った。
- 当時大阪府知事であった橋下徹は中山の一連の日教組に対する批判に対し「本質を突いている」と支持の立場をとり日教組を批判した[56]。
- 朝日新聞は「日教組の活動が強いところは学力が低い」との中山の主張に対して、「そのような関係は見受けられない」と紙面で批判した[57]。
- 産経新聞は、「日教組の強さを勝手に組織率に置き換えている」と批判した上で、「日教組の組織率の高さと組合運動の強さが正比例しているわけではない。組織率が高くても、イデオロギー色が薄く互助組合のようなところもある。」と、組織率と組合活動の過激が比例しているわけではないとの解説を載せつつ、「日教組が強いとは、質の問題であり、イデオロギー色の強い活動をどれだけしていて、闘争的な組合員がどれだけ全体に影響を持っているかということであり、低学力地域には日教組が強い地域が多い」と反論した[58][11]。
- 高崎経済大学教授の八木秀次が、「日教組の強さと、学力には相関関係があり、国民が肌で感じてきたことだ」との意見を述べた[11]。
- 三重大学教授の奥村晴彦（情報教育）は、産経新聞の記事の根幹の主張である「『参議院比例区での日教組組織内候補者』の得票数が多いところは学力が低いのではないか」という見方に対しては「（学力）上位10県と下位10県の票数÷有権者数の平均」と、「全国学力テストの成績」とのt検定を行ったところ、P値が0.273であることを示し、統計的には有意な差がないとして、中山や産経新聞の主張を否定する考えを表明した[59]。
- 秋田県教職員組合は組織率が高いが、教育正常化を目的として過去に日教組の傘下から離脱し[60]、日教組傘下への復帰後も教職員の互助組合に近い立場を取り、中央本部と距離を置いている。
  - 八木は組織率の問題ではなく、訪朝して金日成賛美や資金を渡しに行く川上祐司委員長を支持するようなイデオロギーが強い者の割合が問題だと指摘している。八木は統計や実地調査から実際に日教組傘下の教職員組合の組織率ではなく、ノンポリ教員が疑問を抱く組合費の利用・イデオロギー色が強い活動を組織的に行う組合化が問題だとしている。そういった活動を組織幹部が行ってきたイデオロギーが強い組合ほど定年など組合員高齢化で強制参加圧力が低下すると、過去に教職員間で除け者にされるのを防ぐためだけに加入していた教師らの離脱や新人教師が加入しなくなって、余計に組織率低下が加速していると元組合員から話を得ている。一方で、日教組傘下であっても特定の政党に関わる政治活動をしていないなど、本来の教職員の互助組合に近い福井県・秋田県教組は8割ほどの高い組織率を維持出来ていることを指摘している。減少傾向でも2009年時点でも共産党の指導を受ける全日本教職員組合と日教組を合計すると教職員全体の組織率は4割を超えている。全日本教職員組合が強い地域は日教組自体の組織率50％未満でもイデオロギー的な教職員組合だと組合の活動から指摘している。そのため、大阪や京都などでは旧社会党系（現民主系）と共産党系が支持者の奪い合いをしてきた過去から傘下組織でも根強い対立が存在していることを明かしている[61]。

### 自衛官や警察官への職業差別および、その子弟へのいじめ
佐々淳行は自著や産経新聞において、日教組組合員の教師が、警察官と自衛官の子供を立たせて「この子達の親は悪人です！」と吊し上げた事を記している。佐々は激怒してその教師を家庭訪問させたが、教師は反省の弁を述べるでもなく、自民党や自衛隊、警察を非難するばかりであった。業を煮やした佐々が、教育委員会に訴え出て免職させると言うと、教師は一転して土下座して謝罪し始め、「みんな日教組の指示によるもの」と述べたという。
また、同紙社会部次長・大野敏明は、「自衛官の息子として教師から虐めを受け、登校拒否になった」と記している。同じく自衛官の息子だった友人は内申書の評価を下げられており、親の職業を言いたがらない者もいたと語っている。

### 特定の思想と歴史認識

#### ジェンダーフリー思想
正論2003年4月号「これは本気だぞ！「男女平等」教育の真の狙いは革命にあり」（本誌小島新一）の記事においても、ジェンダーフリー思想による行き過ぎた男女教育や性教育を批判している（小学四年生が学ぶ「自慰のマナー」や、女子はズボン、男子はスカート等）。
日教組加盟の一部単組では、学校において男子を「君」ではなく「さん」付けで呼名することを推進しているが、一部の教師や保護者からは違和感や懸念も示されている。

#### 授業における思想・歴史認識の強制
2012年1月に開催された教研集会では、授業で原子力発電所の危険性を挙げた後、学科ごとに、原発に“賛成”か“反対”かを問う調査を実施した仙台市の高校における事例が報告された。調査の結果“反対”が少ない学科があったことについて、「教職員の授業における操作的射程は意外と成功しなかった」との報告もなされた。また、中学校の授業で「百人斬り競争」を歴史的事実として教えていることが報告された。これについて藤岡信勝は、中共のプロパガンダを教えている点で問題であり、学習指導要領にも反すると批判した。
生徒らに「真理」とする組合教師の考えを強制しようとしていること、組合を避ける若い教師らには労働時間で組合に引きつけよう、放課後に質問にくる生徒へは憲法を理由に拒否すべきと述べていることに対して、週刊新潮は「ある見解を子どもたちに強制したら、労働者の権利をかざしてさっさと帰るように教師を導きたいらしい」と批判している。

## 日教組と北朝鮮
日教組は支持政党である日本社会党が朝鮮労働党との関係を強化した1970年代から北朝鮮との連帯を強調し、訪朝団の派遣を積極的に行い、北朝鮮の指導者を賛美してきた。

### 指導者・幹部による北朝鮮礼賛
1971年から1983年まで委員長だった槙枝元文は1972年4月の「金日成誕生60周年」に際して訪朝し、同国の教育制度を絶賛した。同年、元総評事務局長の岩井章も北朝鮮における思想教育について感銘を受けたと述べた。
槙枝は、最も尊敬する人物として金日成をあげ、1991年（平成3年）には北朝鮮から親善勲章第1級を授与されている。日教組のトップとして「金正日総書記誕生六〇周年祝賀」に参加して、「わたしは訪朝して以降、『世界のなかで尊敬する人は誰ですか』と聞かれると、真っ先に金日成主席の名前をあげることにしています。（中略）主席に直接お会いして、朝鮮人民が心から敬愛し、父とあおぐにふさわしい人であることを確信したからでした」と述べている。

### 主体思想との関連
北朝鮮の公式政治思想である主体思想を信奉する団体日本教職員チュチェ思想研究会全国連絡協議会では日教組関係者が歴代会長職を務めており、2006年には福島県教組委員長、日教組副委員長を歴任した同会の清野和彦会長一行が朝鮮総連中央会館を訪問し、朝鮮総連の徐萬述議長から同会の主催で行われる「日朝友好親善を深めるための第30回全国交流集会」に送られてきた朝鮮対外文化連絡協会名義の祝旗を伝達されている。

### 北朝鮮による日本人拉致問題への対応

#### 日朝首脳会談への評価
日教組は2002年の日朝首脳会談を受けて「拉致問題を含めた懸案事項については、日本の国民感情からも直ちに納得できるものではないが、日朝の首脳が国交の樹立への交渉再開に合意したことを評価したい」とする声明を発表し、「日本が侵略、植民地支配を行ってきた国々とのあいだで共有できる歴史認識の確立、それらの国々の個々人を含めた戦後補償の実現、アジアの平和共生のための運動を引き続き推進していきたい」とコメントした。

#### 拉致問題に対する姿勢
2003年1月25日から28日にかけて奈良県で開催された第52次教育研究全国集会では、北朝鮮による日本人拉致問題を主題にした報告は皆無で、「北朝鮮の国家犯罪は過去の日本の朝鮮統治で相殺される」とする認識が目立った。日朝関係への言及が多い「平和教育」の分科会では、「小泉内閣は拉致問題を最大限利用し、ナショナリズムを煽り立てながら、イラクや朝鮮民主主義人民共和国（北朝鮮）を壊滅しようとしているブッシュに付き従って参戦しようとしている」（東京教組）、「いたずらに拉致問題や不審船問題を取り上げ、朝鮮民主主義人民共和国（北朝鮮）にたいする敵意感を倍増させている。真相究明・謝罪・補償を訴えることは被害者家族の心情を考えれば当然のことだが、そこで頭をよぎるのは日本の国家が1945年以前におこなった蛮行である。自らの戦争加害の責任を問わずしてほかに何が言えようか」（大分県教組）などの発言があった。
また日教組は、拉致問題を扱った教科書について「北朝鮮敵視」であると批判した。

### 北朝鮮および朝鮮総聯の教職員との交流
日教組は2003年度の運動方針に、北朝鮮の官製教職員団体である朝鮮教育文化職業同盟との交流を掲げていた。
日本国内では、朝鮮総聯の傘下団体である在日本朝鮮人教職員同盟（教職同）とも連携しており、交流集会・研究会を共催している。
2007年2月24日に開催された「第8回日本・朝鮮教育シンポジウム」において、日教組の代表は「日教組は嫌がらせから在日朝鮮人生徒を朝鮮学校の教員とともに守っていきたい」と述べた。

## 不祥事

### 岡本泰良委員長の経費流用、及び不倫報道
2016年10月13日発売の週刊新潮で、10月3日夜に岡本泰良委員長がホステスの女性と食事後、ラブホテルに入ったという不倫行為が報じられた。記事内容では「二人でタクシーで帰宅し、日教組名義のタクシーチケットで支払った」「月100万円程度を飲食代として支払い、日教組の経費として処理されていた」と書かれ、日教組広報は、クラブ飲食費の経費流用は否定したものの、ラブホテルから帰宅する際のタクシーチケットの私的流用はそれを認め、「委員長が女性問題で報道されたことについては、誠に遺憾なことであり、あってはならないこと」と謝罪意見を表明した。

## 加盟組合
特定の単組が独立していない限り、小中学校・幼稚園の教員の他、障害児担当教員、養護教員、実習教員、現業職員、事務職員、栄養職員、臨時採用の教職員が加盟している。基本的には市区町村立の小中学校・幼稚園の教職員が加盟しており、一部の県教組では、高校教員などを組織する部門を、内部の構成組織としている。基本的に職員組合は、公立小中学校教員を中心で構成され、下記の2つ組合のみ私立の教職員で組織される。高校の場合、全国20都県にしか加盟団体がなく、都道府県立の高等学校の教職員が中心に加盟している。 

### 公立小中学校の教職員組合
北海道教職員組合（北教組）
日教組青森県教職員組合（日教組青森）
岩手県教職員組合（岩教組）
宮城県教職員組合（宮教組）
秋田県教職員組合（秋教組）
山形県教職員組合（山形県教組）-「山教組」の場合、後述の山梨県の日教組加盟団体の略。または全山形教職員組合という全教の方に加盟している同県教職員団体の略のケースもある。
福島県教職員組合（福島県教組）
茨城県教職員組合（茨城県教組）
栃木県教職員組合（栃教組）
群馬県教職員組合（群馬県教組, GTU）
千葉県教職員組合（千教組, CTU）
埼玉教職員組合（日教組埼玉, 埼玉教組）-「埼教組」だと、全教加盟の教職員団体の略称。
東京都公立学校教職員組合（東京教組）
神奈川県教職員組合（神教組）-横浜市教職員組合（浜教組）と川崎市教職員組合（川教組）は長年、日教組加盟団体である神奈川県教職員組合（神教組）の傘下として加盟していた。しかし、2018年3月に脱退し、浜教組は2018年4月、川教組は2019年4月にそれぞれ日教組へ直接加盟した。
横浜市教職員組合（浜教組）-前述のように神教組経由の加盟だったのが、2018年から直加盟
川崎市教職員組合（川教組）-前述のように神教組経由の加盟だったのが、2019年から直加盟
山梨県教職員組合（山教組)-2020年時点で公立小中校教職員の組織率97.5%と全国比でも高い。公立高校は日本共産党と友好関係にある全日本教職員組合（全教）傘下の県高等学校・障害児学校教職員組合（梨高教）の組織率が36.6％（前年比1.4ポイント減）だった。
長野県教職員組合（長野県教組）
新潟県教職員組合（新潟県教組）
富山県教職員組合（富山県教組）
石川県教職員組合（石川県教組, ITU）
福井県教職員組合（福井県教組）
静岡県教職員組合（静教組, STU）
愛知教職員組合連合会(愛教組連合、ATUC、)
教育連合GIFUユニオン - かつて岐阜県の日教組団体だった岐阜公立学校教職員組合（日教組岐阜）は2017年時点では存在したが、2025年時点には加盟団体から削除済み。岐阜県教職員組合(岐阜教組)は全教加盟。
三重県教職員組合（三教組, MTU）- 長年に渡り組織率100%を誇っており、三重県知事になるには「三教組の支援が無ければなれない」とまで言われた。後に組織率は低下したものの90%を超えている。
滋賀県教職員組合（滋賀県教組）
京都府教職員組合（きょうと教組, KTU）
大阪府教職員組合（大阪教組）
兵庫県教職員組合（兵教組）
奈良教職員組合（奈良教組）
和歌山教職員組合（日教組和歌山）
鳥取県教職員組合（鳥取県教組）
島根教職員組合（日教組島根）
岡山県教職員組合（岡山県教組, OTU）
広島県教職員組合（広教組）
山口教職員組合（山口教組）
日教組香川教職員組合（日教組香川）
愛媛教職員組合（愛媛教組）
徳島県教職員組合（徳島県教組）
高知教職員組合（日教組高知）
福岡県教職員組合連絡協議会-福岡市教職員組合・北九州市教職員組合、福岡県教職員組合(職場が両市以外の県内のみ加盟資格)という県内3職員組合による連合組織。
佐賀県教職員組合（佐教組）
長崎県教職員組合（長崎県教組）
大分県教職員組合（大分県教組）
熊本県教職員組合（熊教組）
宮崎県教職員組合（宮教組）
鹿児島県教職員組合（鹿教組）
沖縄県教職員組合（沖教組）

### 公立高等学校ほかの教職員組合
特定の単組が独立していない限り、公立高等学校の教員の他、特別支援学校教員、養護教員、実習教員、現業職員、事務職員、臨時採用の教職員が加盟している。基本的には都道府県立の高等学校や特別支援学校の教職員が加盟する。全都道府県に加盟団体がある小中教職員とは異なり、20都道府県にしか加盟団体がない。
'

公立高等学校・特別支援学校教職員組合
日教組青森県高等学校教職員組合- 解散済み
岩手県高等学校教職員組合（岩手高教組）
宮城高校教育ネットワークユニオン（宮城ネット）-日教組から脱退した過去がある。その後に加盟した宮城高等学校教職員組合（宮城高教組）から脱退後に日教組へ再加盟している。
山形県高等学校教職員組合（山形県高教組）

千葉県高等学校教職員組合（千高教組）
埼玉高等学校教職員組合（埼玉高教組）
東京都高等学校教職員組合（都高教）
神奈川県高等学校教職員組合（神高教）

新潟県高等学校教職員組合（新潟県高教組）
石川県高等学校教職員組合（石川高教組）
愛知公立高等学校教職員組合（愛高組）
名古屋市立高等学校教員組合（名高教）

大阪府高等学校教職員組合（大阪高教組）-大阪府教職員組合の構成組織で、大阪教組を通じて日教組に加盟しているため、 加盟組織2025年1月時点で日教組公式サイトの加盟組織一覧(高等学校)にない。 2020年に大阪府高等学校・支援学校教職員組合へ改名。 大阪府立高等学校教職員組合（略称・府高教）は全教（全日本教職員組合）加盟で別組織。
兵庫高等学校教職員組合（兵高教）　兵庫県高等学校教職員組合（兵高教組）は全教に加盟する別組織。
奈良県高等学校教職員組合（奈高教）
鳥取県高等学校教職員組合（鳥高教組）
広島県高等学校教職員組合（広島高教組）
福岡県高等学校教職員組合（福岡高教組）
大分県高等学校教職員組合（大分高教組）
熊本県高等学校教職員組合（熊本高教組, KHTU）
宮崎県高等学校教職員組合（宮崎高教組, MUSTU）
鹿児島県高等学校教職員組合（鹿高教組）

公立高等学校・特別支援学校
静岡県高等学校しょうがい児学校ユニオン
沖縄県高等学校障害児学校教職員組合（沖縄県高教組）
公立特別支援学校
山形県障害児学校教職員組合
東京都障害児学校労働組合

### 公立学校事務職員
東京都公立学校事務職員組合(都校職組)
島根県学校事務職員労働組合(島根学事労) 
山口県学校職員組合(山学組)

### 大学・高等専門学校 の教職員組合
日本国公立大学高専教職員組合（日大教）

### 私立学校の教職員組合
下記のみは私立学校の教職員で組織された職員組合
日本私立学校教職員組合（日私教、私大ユニオン）-1998年設立。
東京私立学校教職員組合（東私教）

### 共済
公立学校共済労働組合連合（公立連合）

### 所属機関・関連独立機関
教育共済スタッフユニオン

### 組織内全教派
- 日教組加盟団体の中でも宮城県教職員組合（宮教組）と名古屋市立高等学校教員組合（名高教）、福井県高等学校教職員組合（正確には福井県教職員組合内の高校組織）はいわゆる日教組内の全日本教職員組合派(全教派)であり、各組織の委員長は教組共闘連絡会の代表委員として全教の委員長と名前を連ねて共闘をしている。
- また、長野や福島、佐賀などでは支部単位で「教組共闘」(全教組との共闘組織)へ加盟している組織もある。特に長野は全県にある10支部のうち4支部が教組共闘連絡会に加盟している全教派と言われている。

## 主な刊行物
- 『月刊JTU』（アドバンテージサーバー、組織外からの購入もできる）
- 『日本の教育』（全国教育研究集会の報告、一ツ橋書房から毎年一冊刊行）
- 日本教職員組合 編『私たちの教育課程研究 国語教育[編]』一ツ橋書房、1968年10月31日。NDLJP:3046026。
- 日本教職員組合 編『教育課程改革試案 : わかる授業楽しい学校を創る』一ツ橋書房、1976年12月20日。NDLJP:12054596。
- 日本教職員組合 編『国語・文学の教育 : 自主編成研究講座』一ツ橋書房、1978年11月14日。NDLJP:12164931。
- 『日教組60年 ゆたかな学びを求めて』（アドバンテージサーバー,2007年, ISBN 4-901927-45-0）

## 日本民主教育政治連盟
- 日本民主教育政治連盟は日教組の政治組織で、国会や地方議会に組織内議員を輩出している[98]。長年にわたり日本社会党を支持しており、民主党、民進党結成後は旧社会党グループの中核メンバーであった。2017年、民進党が希望の党と立憲民主党に分裂後は立憲民主党の支持を決定。2018年民進党と希望の党が合流し国民民主党が設立された際も、民進党に残留していた組織内議員は離党し立憲民主党に参加した。

### メンバーである国会議員
衆議院議員
- 道下大樹（立憲民主党、北海道1区）
- 吉川元（立憲民主党、比例九州ブロック）
- 川内博史（立憲民主党、比例九州ブロック）
- 堤かなめ（立憲民主党、福岡5区）

参議院議員
- 水岡俊一（立憲民主党、比例区）
- 古賀千景（立憲民主党、比例区）
- 斎藤嘉隆（立憲民主党、愛知県選挙区）
- 勝部賢志（立憲民主党、北海道選挙区）

### メンバーである元国会議員
- 神本美恵子（立憲民主党）
- 横路孝弘（民進党）
- 輿石東（立憲民主党）
- 辻泰弘（民進党）
- 横光克彦（立憲民主党）
- 那谷屋正義（立憲民主党）
- 鉢呂吉雄（立憲民主党）
- 近藤正道（社民党）